# Aryzta
Aryzta AG er en schweizisk bagerikoncern med hovedkvarter i Zurich. De har en ledende position på markedet for frosne bageriprodukter, som de sælger til detailhandel, catering og fastfoodrestauranter.